# Taheitia parvula
Taheitia parvula é uma espécie de gastrópode  da família Truncatellidae
É endémica de Guam.